# Молиния голубая
Моли́ния голуба́я (лат. Molinia caerulea) или бесколенка; или синий злак — типовой вид рода Молиния (лат. Molinia).

## Ботаническое описание

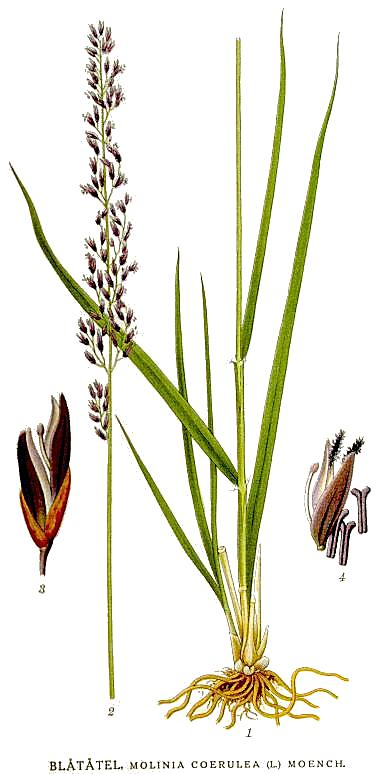
Молиния голубая.

Многолетнее травянистое растение, часто формирующее крупные куртины, образует многочисленные густые стебли. Высота растения 0,5—1 м. Листовые влагалища от 3 до 8 (10) мм шириной. Листья шероховатые, зелёные, сужаются к концу, длинные, плоские, иногда немного опушённые у конца. Лигула представляет собой кольцо волосков.
Соцветие — метёлка, состоящая из узких длинных колосков, от 5 до 50 см длиной (чаще около 15 см), нередко сине-фиолетового цвета. Цветение с июля по сентябрь.
Число хромосом 2n = 36, однако имеются полиплоидные формы. Механизм их появления не до конца понятен.

## Распространение и экология
Произрастает в Европе, Западной Азии и Северной Африке. Растёт от низин до высот в 2300 м в Альпах. Подобно большинству злаков, молиния голубая лучше растёт на кислых почвах, идеальный pH для неё от 3,5 до 5, но она также может выживать и в более экстремальных условиях при pH от 2. Обыкновенно встречается во влажных вересковых пустошах, болотах и торфяниках по всей Великобритании. Имеются интродуцированные популяции на северо-востоке и северо-западе Северной Америки.

## Значение и применение
Растение низкого кормового достоинства. По наблюдениям на бедном пастбище крупный рогатый скот поедал только листья и не трогал соцветия. По анализам свежей травы установлено высокое содержание протеина и высокий коэффициент переваримости. Высокий коэффициент переваримости БЭВ и клетчатки отмечен в течение всего вегетационного периода. Сено грубое, малопитательное, может содержать синильную кислоту, представляет ценность как подстилочный материал.
Причисляется к ядовитым растения. Ядовитость объясняется частым и обильным поражением спорыньёй (Claviceps) и ржавчинными грибами. Также ядовитость может быть обусловлена наличием синильной кислоты.
По наблюдениям О. И. Семёнова-Тян-Шанского в Лапландском заповеднике листья поедаются европейским лосем (Alces alces Linnaeus).

### Садоводство
Используется в садоводстве как декоративное растение. Раскидистые фонтаны молинии хорошо использовать для украшения прибрежной территории и небольших водоёмов. Также она хорошо смотрится в оформлении дорожек или альпинария.
Молиния голубая может использоваться: в монопосадках, в блочных посадках, в качестве основного растения в матричных посадках,  в качестве отдельно растущего растения . 
Длительность выращивания на одном месте: более 10 лет, может и до 15–16 лет. Предпочитает болотные, бедные, кислые почвы, но может расти и на карбонатных. Зона зимостойкости 4.
Некоторые сорта:
- var. Moorhexe — высота до 50(90) см, образует компактную кочку, образующую плотную группу узких прямостоячих листьев, которые зимой становятся бледно-коричневыми и оранжевыми, с узкими пурпурными цветочными головками в конце лета[14].
- var. Strahlenquelle — высота до 90 см, с пучками зеленых листьев, которые осенью становятся золотисто-жёлтыми, и изогнутыми крепкими цветочными стеблями, иногда снежно-белые, с бронзовыми цветками с лета до осени, за которыми следуют семенные головки, которые остаются привлекательными зимой[15].
- var. Variegata — высота до 60 см, листья с продольными полосами желтовато-кремового цвета, соцветия перистые, длиной до 30–35 см[16], цветки тёмно-коричневые.

### Прочие применения
Необычное применение молинии голубой состоит в высаживании её для защиты от насекомых, поедающих цветки. Листовые обёртки соцветий молинии голубой способны быстро закрываться. Так они могут ловить насекомых, подобно капкану.

## Экология
Гусеницы некоторых бабочек питаются этим растением, в том числе гусеницы толстоголовки палемон (Carterocephalus palaemon).
Claviceps purpurea — сумчатый грибок, растущий на семенах молинии голубой.

## Синонимика
- Aira atrovirens Thuill.
- Aira caerulea L.[1]
- Amblytes caerulea Dulac
- Arundo agrostis Lapeyr. ex Willk. & Lange
- Cynodon caeruleus (L.) Raspail
- Enodium atrovirens Dumort.
- Enodium caeruleum Gaudin
- Enodium caeruleum subsp. atrovirens (Thuill.) Dumort.
- Enodium litorale Rchb. ex Kunth
- Enodium sylvaticum Link
- Festuca caerulea (L.) DC.
- Hydrochloa caerulea (L.) Hartm.
- Hydrochloa coerulea (L.) Hartm.
- Melica alpina G.Don ex D.Don
- Melica arundinacea Raeusch.
- Melica atrovirens (Thuill.) Le Turq.
- Melica caerulea (L.) L.
- Melica caerulea var. major Roth
- Melica divaricata Meigen & Weniger
- Melica sylvatica Link ex Steud.
- Melica variabilis Schur
- Molinia altissima Link
- Molinia arundinacea Schrank
- Molinia arundinacea var. altissima (Link) Grabherr
- Molinia arundinacea var. litoralis (Host) Grabherr
- Molinia arundinacea var. robusta Milk.
- Molinia bertinii Carrière
- Molinia caerulea var. africana Maire
- Molinia caerulea subsp. altissima (Link) Domin
- Molinia caerulea var. altissima (Link) Beck
- Molinia caerulea var. altissima (Link) Dobrescu
- Molinia caerulea var. altissima (Link) Schrad.
- Molinia caerulea subsp. arundinacea (Schrank) Paul ex Grabherr
- Molinia caerulea var. arundinacea (Schrank) Vis.
- Molinia caerulea var. arundinacea (Schrank) Asch.
- Molinia caerulea subsp. arundinacea (Schrank) K.Richt.
- Molinia caerulea var. breviramea Parn.
- Molinia caerulea var. depauperata Bab.
- Molinia caerulea f. gigantea Koczw.
- Molinia caerulea subsp. hispanica L.Frey
- Molinia caerulea var. latifolia Blytt
- Molinia caerulea subsp. litoralis (Host) Braun-Blanq.
- Molinia caerulea var. litoralis (Host) Griseb.
- Molinia caerulea subsp. litoralis (Host) Paul
- Molinia caerulea var. litoralis (Host) Rchb. ex Blytt
- Molinia caerulea var. major (Roth) Soó
- Molinia caerulea var. minor Holandre
- Molinia caerulea var. rivulorum (Pomel) Trab.
- Molinia caerulea var. robusta Prahl
- Molinia caerulea var. salsuginosa Roshev.
- Molinia caerulea var. sylvatica (Link) D.Dietr.
- Molinia caerulea var. sylvatica (Link) Dur.-Duq.
- Molinia caerulea var. sylvatica (Link) Gray
- Molinia caerulea var. sylvestris Schltdl.
- Molinia caerulea subsp. varia (Schrank) O.Schwarz
- Molinia caerulea var. variegata F.T.Hubb.
- Molinia depauperata Lindl. ex D.Don
- Molinia euxina Pobed.[1]
- Molinia horanszkyi Milk.
- Molinia hungarica Milk.
- Molinia litoralis Host
- Molinia minor (Holandre) Holandre
- Molinia pocsii Milk.
- Molinia rivulorum Pomel
- Molinia simonii Milk.
- Molinia simonii var. major Milk.
- Molinia sylvatica (Link) Link
- Molinia sylvatica (Link) Bréb.
- Molinia ujhelyii Milk.
- Molinia varia Schrank[1]
- Molinia varia var. arundinacea (Schrank) Beck
- Molinia varia var. litoralis (Host) Beck
- Molinia variabilis Wibel
- Poa caerulea (L.) Bernh.[18]

## Дочерние таксоны
Подвид Molinia caerulea subsp. litoralis (Host) Paul — Молиния прибрежная.
Подвид Molinia caerulea subsp. arundinacea (Schrank) K. Richt. — Молиния тростниковая.